# بهترین سال‌ها
بهترین سال‌ها (ایتالیایی: Gli anni più belli، ت. «The nicest years») فیلمی درام ایتالیایی محصول سال ۲۰۲۰ به کارگردانی گابریل موچینو است. این فیلم که ابتدا با نام migliori anni ساخته شده بود، در ۳ ژوئن سال ۲۰۱۹ در چینه‌چیتا، رم، ناپل و رونچیلیونه فیلم‌برداری شد و روند فیلم‌برداری ۹ هفته طول کشید.

## خلاصه داستان
جولیو، جما، پائولو و ریکاردو از دوران بلوغ با یکدیگر دوست بوده‌اند. این فیلم به اهداف و موفقیت‌ها و شکست‌های این چهار دوست در طول ۴۰ سال می‌پردازد. همچنین این فیلم تغییراتی که در مدت این ۴۰ سال در کشور ایتالیا و مردم آن رخ داده‌است را نشان می‌دهد.

## بازیگران
- پیرفرانچسکو فاوینو
- میکائلا رمتزوتی
- کیم روسی استوارت
- کلاودیو سانتاماریا
- اما مارونه
- فرانچسکو آکوارولی
- ماریانو ریجیلو
- لوچیا مودونیو

## انتشار
فیلم بهترین سال‌ها اولین بار در تاریخ ۱۳ فوریه سال ۲۰۲۰ در ایتالیا اکران شد.

## فروش
تا ۲ سپتامبر سال ۲۰۲۰، این فیلم ۷ میلیون دلار در سراسر جهان فروش داشت که مقابل بودجه ۹٫۵ میلیون دلاری فیلم، یک شکست تجاری محسوب می‌شد.